# Cambes-en-Plaine

Cambes-en-Plaine este o comună în departamentul Calvados, Franța. În 1 ianuarie 2022 avea o populație de 1.804 de locuitori.